# Achille Van Acker
Honoré Achille Van Acker (Bruges, 8 d'abril 1898 − 10 de juliol de 1975) va ser el 33 Primer Ministre de Bèlgica en quatre gabinets diferents des de 1945 fins al 1958, durant un període total de set anys. Va ser membre de la BSP-PSB - el llavors encara la nacionalitat belga del Partit Socialista. Va ser anomenat Achille Charbon.

## Vida
Van Acker va néixer a Bruges el 8 d'abril de 1898 en una família amb 12 germans. Van Acker només va ser a l'escola fins al seu 10è any. I es va convertir en membre del consell de la ciutat de Bruges el 1926. A l'any següent, els 29 anys, Van Acker va ser elegit a la Cambra belga de Representants del Poble. Durant la Segona Guerra Mundial, Acker va organitzar la Vlaamse der Centrale Illegal Partij.
Després de la Segona Guerra Mundial, Van Acker es va convertir en Primer Ministre de Bèlgica en quatre gabinets diferents (els dos primers de 1945 al 1946) i els va exercir com a ministre de Treball i Serveis Socials, i com a ministre de Salut Pública, i com a ministre de la Mobilitat de Mineria. Des de 1961 fins a 1974 va exercir el càrrec de President de la Cambra de Representants. Va ser nomenat Ministre de l'Interior el 1958.
Els primers tres gabinets dirigits per Van Acker van ser de curta durada a causa de la crisi relativa a Leopold III de Bèlgica en el qual va concentrar el seu control des de 1944 al 1951. Durant el seu quart gabinets, Van Acker va tractar a fons diversos temes socials que el van portar de ser conegut com el pare de la seguretat social belga.